# Liz Smith (Fußballspielerin)
Liz Smith Herbert (* 25. September 1975 in Edmonton, Alberta; als Liz Smith) ist eine ehemalige kanadische Fußballspielerin. Sie spielte für die Nationalmannschaft und nahm mit ihr an der Weltmeisterschaft 1999 teil.

## Karriere

### Verein
Smith Herbert spielte für den in ihrem Geburtsort ansässigen Edmonton Angels Scottish SC Fußball, den sie in der Alberta Major Soccer League (AMSL) ausübte und an den jährlichen Canada Soccer National Championships teilnahm. Mit ihrer Mannschaft gewann sie dreimal die Meisterschaft im Amateurbereich, die mit Übergabe der Jubilee Trophy gewürdigt wurde. Während ihrer Zugehörigkeit studierte sie an der University of Alberta und schloss ihr Studium im Jahr 1997 mit dem Bachelor in Sportpädagogik ab. 

### Nationalmannschaft
Smith bestritt in einem Zeitraum von fünf Jahren 22 Länderspiele, davon 16 in Folge, für die Nationalmannschaft.
Sie debütierte am 15. Mai 1996 in New Britain im Bundesstaat Connecticut bei der 0:5-Niederlage gegen die Nationalmannschaft Chinas im zweiten ausgetragenen Turnier um den US-Cup. Ein weiteres Turnierspiel hatte sie drei Tage später beim 4:3-Sieg im Elfmeterschießen gegen die Nationalmannschaft Japans in Washington, D.C. Am 4. und 7. Juli 1996 kam sie in zwei Freundschaftsspielen zum Einsatz. Das Premierenländerspiel gegen die Nationalmannschaft Brasiliens wurde in Rapid City mit 1:2 verloren, wie auch der Vergleich mit der Nationalmannschaft Dänemarks in Ottawa mit 0:2.
Das Spieljahr 1997 begann mit dem Turnier um den US-Cup, in dem sie in allen drei Spielen – gegen die US-amerikanische Nationalmannschaft (0:4), die Nationalmannschaft Italiens (1:2) und die Nationalmannschaft Australiens (2:3 n. V.). – eingesetzt wurde. 
Auch in den beiden Freundschaftsspielen gegen die Nationalmannschaft Chinas am 19. und 21. Juli 1998 in Montreal (1:2) und Ottawa (0:4) wurde sie berücksichtigt. Nach dem mit 0:4 verlorenen Freundschaftsspiel gegen die US-amerikanische Nationalmannschaft am 2. August in Orlando, nahm sie mit ihrer Mannschaft auch an der CONCACAF Women’s Championship 1998, der mittel- und nordamerikanischen Meisterschaft, (zgl. Qualifikation für die WM 1999) teil. Sie bestritt alle drei Spiele der Gruppe A sowie die beiden Spiele der Finalrunde, die am 6. September mit dem Titelgewinn endeten. Im zweiten Spiel, beim 14:0-Sieg über die Nationalmannschaft Martiniques am 30. August in Etobicoke, erzielte sie mit dem Treffer zum Endstand in der 85. Minute ihr erstes Länderspieltor. Ihr zweites Länderspieltor war der in der 42. Minute erzielte 1:0-Siegtreffer gegen die Nationalmannschaft Mexikos im Turnierfinale.
Nach vier in Freundschaft ausgetragenen Länderspielen im Jahr 1999 bestritt sie ihre letzten drei Länderspiele im Turnier um den Women Pacific Cup 2000 (2:1 vs. Neuseeland; am 31. Mai, 1:9 vs. Vereinigte Staaten; am 2. Juni, 2:2 vs. China; am 4. Juni). Zuletzt gehörte sie dem Kader für das Turnier um den CONCACAF Women’s Gold Cup 2000 an, wurde in diesem jedoch nicht eingesetzt.

## Erfolge
Nationalmannschaft
- Teilnehmer Weltmeisterschaft 1999 (ohne Turniereinsatz)
- CONCACAF W Championship-Sieger 1998
- US-Cup-Sieger 1996

Edmonton Angels SC
- Kanadischer Amateurmeister 1995, 1999, 2000

## Auszeichnung
Smith wurde 2010 anlässlich des 100-jährigen Bestehens der Alberta Soccer Association, dem Dachverband des Fußballs in der kanadischen Provinz Alberta, als eine der besten Spielerinnen geehrt.